# Pierre Alexandre (journaliste)
Pour les articles homonymes, voir Pierre Alexandre et Alexandre.
Pierre Alexandre, né le 2 septembre 1964, est un journaliste économique franco-américain, entrepreneur et fondateur de la New York Financial Press, une société de médias basée à Wall Street, à l'intérieur de la bourse de New York, le New York Stock Exchange.

## Biographie

### Jeunesse et études
Pierre Alexandre a fait ses études à l'Institut d'études politiques de Paris entre 1982 et 1985. Il poursuit ses études à l'Institut pratique du journalisme, d'où il est diplômé en 1987.

### Parcours professionnel
Pierre Alexandre est un journaliste spécialisé dans le domaine de la finance et de l'analyse économique.  Après un service militaire passé au SIRPA, Service d'informations et de relations publiques des armées, il entre chez CB News, société de communication spécialiste des médias. Après quoi, il sera journaliste sur France Info, puis rédacteur en chef de Strategies. Sa carrière l'amènera également à travailler pour Capital, L'Express et BFM.
Il devient correspondant à Wall Street pour TF1 et LCI en 2000.
En 2005, il fonde New York Financial Press, société de média basée à Wall Street. Travaillant avec des journalistes internationaux, New York Financial Press produit des vidéos d'actualités financières et analyse les marchés boursiers à destination des chaînes de télévision, des sites Internet et des médias mobiles. Sa production vidéo se fait en huit langues : français, anglais, espagnol, portugais, arabe, russe, chinois et japonais. Ces vidéos sont notamment visibles sur les sites suivants : capital.fr, lefigaro.fr, lexpansion.com, businesscenter.tv, tradingsat.com ou agefi.ch.
Parallèlement, Pierre Alexandre est le correspondant à Wall Street de France 24. Il intervient également parfois dans la chronique quotidienne d'Europe 1 Top Europe.

### Publications
Spécialiste de la presse, des États-Unis et de la finance, Pierre Alexandre a publié quatre livres :
- Les Patrons de presse : quinze ans d’histoires secrètes de la presse écrite en France, Éditions Anne Carrière, 1997
- Le Retour du plein-emploi, coécrit avec l'économiste Marc Touati, Éditions Anne Carrière, 2000
- Dans les coulisses de Wall Street ; de l’euphorie aux larmes, Éditions Fayard, 2002
- John F. Kerry : l’homme qui veut arrêter Bush, Éditions Anne Carrière, 2004